# Gustav Vorherr

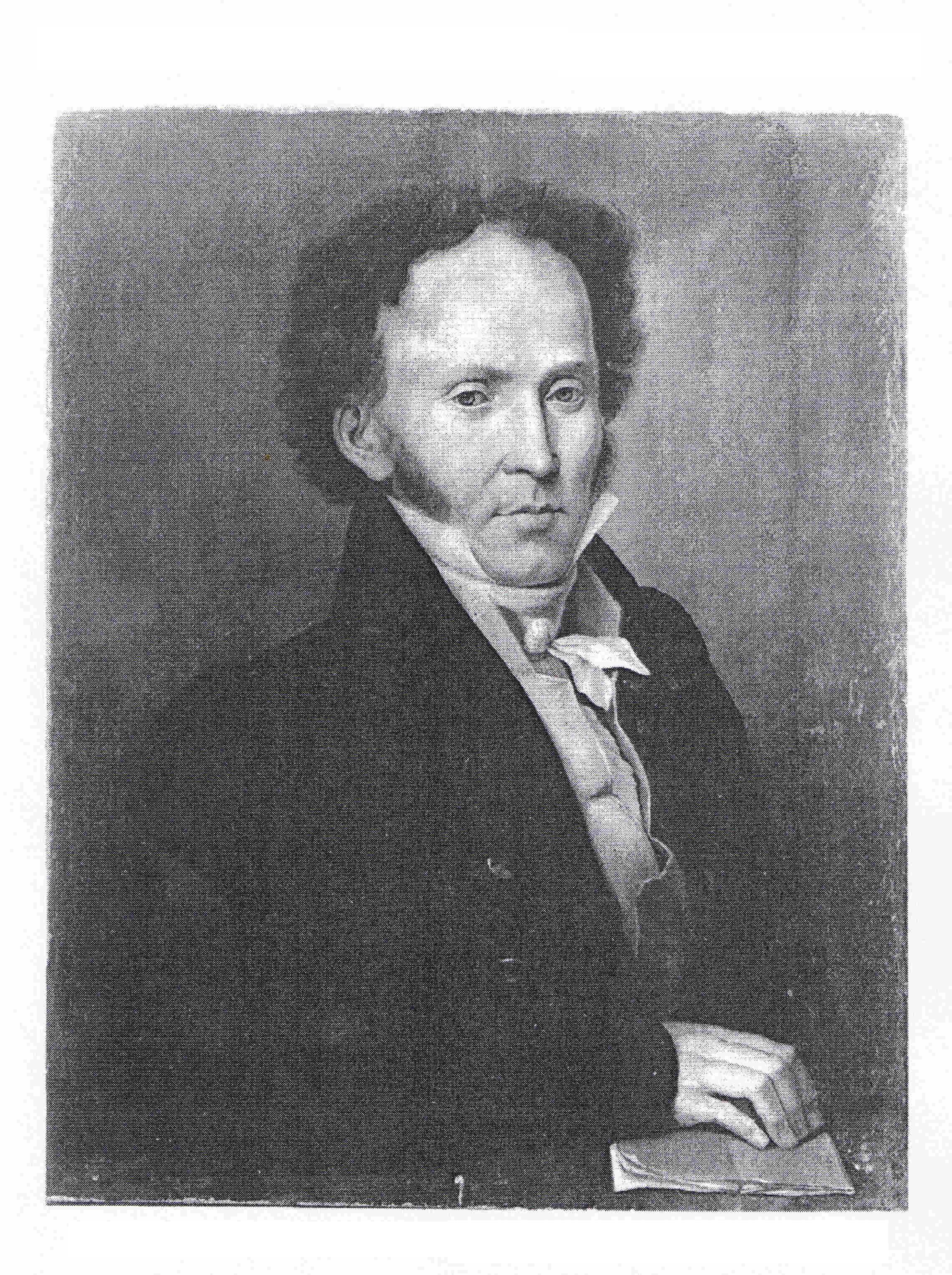
Gustav Vorherr

Johann Michael Christian Gustav Vorherr, född 19 oktober 1778 i Freudenbach vid Ansbach, död 1 oktober 1848 i München, var en tysk arkitekt.
Vorherr, som var son till en murarmästare, studerade först lantekonomi i Erlangen och Marburg samt sedan arkitektur i Berlin och Paris, varefter han för vidare utbildning reste i bland annat Tyskland, Nederländerna, Frankrike och England. År 1796 byggde han St.-Blasius-Kirche i Freudenbach. Åren 1800-03 var han verksam i Schlitz, där han byggde det grevliga slottet Görtz, broar och en del andra byggnader. Åren 1806-09 tjänstgjorde han i Fulda, där han anlade Neue Wilhelmstraße, byggde en kyrka och skolor. Han anställdes 1809 i München, först som Kreisbau-Inspektor, från 1818 som Baurat för Isarkreis, och under hans ledning utfördes många byggnader. År 1818 lämnade han också ritning till kyrkan St. Josef der Bräutigam jämte församlingshus i Rottenbauer i Untermainkreis, numera en stadsdel i Würzburg.
Vorherr grundlade 1823 Baugewerkschule i München, vid vilken han var föreståndare och lärare fram till sin död.  Han redigerade 1821-30 tidskriften "Monatsblatt für Bauwesen und Landverschönerung", i vilken han särskilt framhöll sina idéer om landets förbättring i alla hänseenden genom jordbruk och trädgårdsodling samt framställde tankar om mänsklighetens förädling på grundval av ändamålsenliga och vackra byggnadsverk.